# Hostilia clavigera
Hostilia clavigera är en kackerlacksart som först beskrevs av Kirby, W. F. 1900.  Hostilia clavigera ingår i släktet Hostilia och familjen jättekackerlackor. Inga underarter finns listade i Catalogue of Life.